# استان لامبایکه
استان لامبایکه (به اسپانیایی: Provincia de Lambayeque) یک استان در پرو است که در منطقه لامبایکه واقع شده‌است. استان لامبایکه ۹٬۳۴۶٫۶۳ کیلومتر مربع مساحت و ۲۵۸٬۷۴۷ نفر جمعیت دارد و ۱۷ متر بالاتر از سطح دریا واقع شده‌است.